# Adinia xenica
Adinia xenica és una espècie de peix de la família dels fundúlids i de l'ordre dels ciprinodontiformes.

## Morfologia
Els mascles poden assolir els 6 cm de longitud total.

## Distribució geogràfica
Es troba al nord del Golf de Mèxic (des del sud de Florida fins a Texas).